# Блатно шаварче
Блатното шаварче (Acrocephalus scirpaceus) е птица от семейство Acrocephalidae. Среща се и в България.

## Физически характеристики
Блатното шаварче достига 13 cm. Отгоре е кафяво, като кръстът му е малко по-червеникаво – кафяв.